# Menegazzia caesiopruinosa
Menegazzia caesiopruinosa är en lavart som beskrevs av P. James. Menegazzia caesiopruinosa ingår i släktet Menegazzia och familjen Parmeliaceae.   Inga underarter finns listade i Catalogue of Life.